# یونکرس یو ۸۶
یونکرس یو ۸۶ (به آلمانی: Junkers Ju 86) یک هواگرد دوموتوره از نوع بمب‌افکن متوسط و مسافربری ساخت شرکت یونکرس در آلمان بود که در دهه ۱۹۳۰ طراحی و در جنگ جهانی دوم به‌کار گرفته شد.

## طراحی و استفاده
یونکرس یو ۸۶ به عنوان یک بمب‌افکن متوسط برای لوفت‌وافه و یک هواپیمای مسافربری ده‌صندلی برای لوفت‌هانزا طراحی شد. این هواگرد نخستین پرواز خود را روز ۴ نوامبر سال ۱۹۳۴ در دسائو صورت داد.
مدل چهار سرنشین یو ۸۶آ میانه سال ۱۹۳۶ به جناح ۱۵۲ شکاری تحویل داده شد. این مدل معمولاً به دو موتور دیزلی یومو ۲۰۵سی با توان ۶۰۰ اسب بخار مجهز بود که آن را قابل اطمینان می‌ساخت اما عملکرد متوسطی داشت. سه جایگاه مسلسل در دماغه، کف و سقف قرار داشت. بمب‌های ۸۰ کیلوگرمی به صورت افقی در مرکز بدنه حمل می‌شدند.
مدل‌های تولید نخست یو ۸۶دی و یو ۸۶ایی بودند. این هواگردها عملکرد ضعیفی از خود نشان دادند تا ادامه توسعه بر گونه‌های مسافربری غیر نظامی (یو ۸۶ب، یو ۸۶اف و یو ۸۶سِت)، بمب‌افکن آموزشی (یو ۸۶گه) و بمب‌افکن صادراتی (یو ۸۶کا) قرار گیرد. گونه صادراتی به سوئد، شیلی، پرتغال و مجارستان فروخته شد.
مدل‌های یو ۸۶په و یو ۸۶اِر از گونه هواگرد شناسایی عکس‌برداری ارتفاع بلند بود.
نیروی هوایی آفریقای جنوبی سیزده فروند از هواگردهای غیر نظامی یو ۸۶ را سال ۱۹۳۹ به بمب‌افکن تبدیل کرد.

## مشخصات فنی
یو ۸۶:
مشخصات عمومی
- خدمه: ۴ نفر
- طول: ۱۷.۵۷ متر
- طول بال: ۲۲.۵ متر
- ارتفاع: ۵.۰۶ متر
- وزن بارگذاری‌شده: ۸٬۲۰۰ کیلوگرم

- نیرومحرکه: ۲ × موتور دیزل یونکرس یومو ۲۰۵سی-۴: هر یک ۶۰۰ اسب بخار

عملکرد
- حداکثر سرعت: ۳۲۵ کیلومتر بر ساعت
- سقف پرواز: ۵٬۹۰۰ متر
- برد: ۱٬۱۴۰ کیلومتر

تسلیحات
- ۳ × مسلسل ۷٫۹۲ میلی‌متری در جایگاه‌های دماغه، کف و سقف
- ۱٬۰۰۰ کیلوگرم بمب در درون هواگرد